# Synagoge (Vittel)

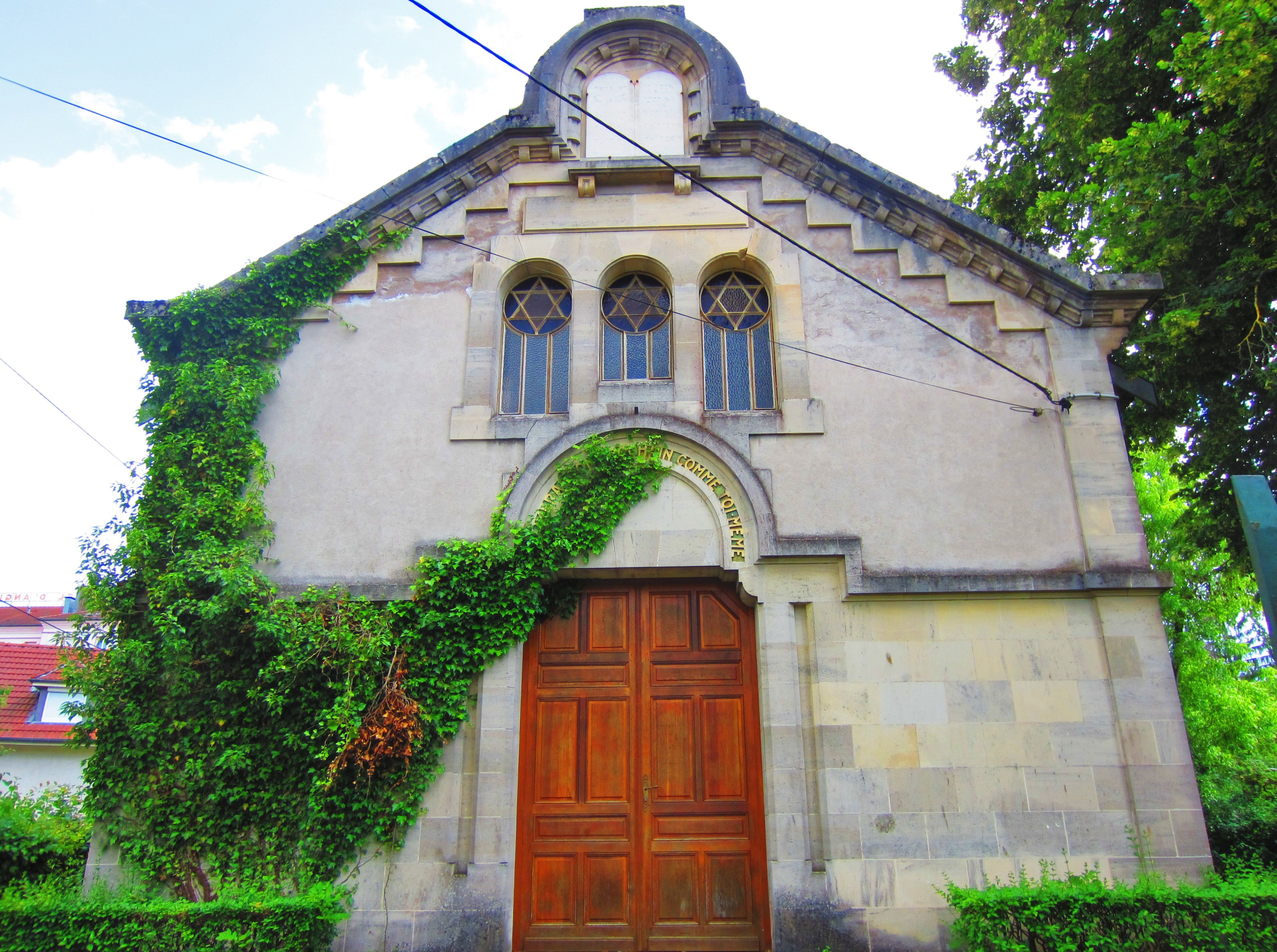
Synagoge in Vittel

Die Synagoge in Vittel, einer Stadt im Département Vosges in der französischen Region Lothringen, wurde 1928 errichtet. Die Synagoge befindet sich an der Nr. 211 rue Croix Perrot.